# Ruta del Sol (Ecuador)
La Ruta del Sol, también conocida como Ruta Manabí-Santa Elena, es la denominación que recibe una parte del litoral ecuatoriano, a orillas del Golfo de Guayaquil. Es un espacio natural y cultural de gran importancia para el turismo en la franja costera del Ecuador.
La Ruta del Sol forma parte de la “Ruta del Spondylus”, la cual abarca todas las provincias de la costa Ecuatoriana, de norte a sur, incluyendo además Loja y el norte del Perú. Ambas comparten objetivos similares para el desarrollo sustentable, al considerar al turismo como un factor clave para esta región.

## Recorrido
Recorriendo la Ruta del Sol de sur a norte, iniciamos en Salinas, moderna ciudad con hermosas playas, condominios, hoteles cinco estrellas, yacht club y centros comerciales, sede de importantes eventos deportivos y de belleza. Desde uno de sus acantilados se puede apreciar el fabuloso espectáculo del choque de las corrientes marinas El Niño y Humboldt. 
En el "km 733", a diez minutos de Salinas y 1 hora desde Montañita, se encuentra Ballenita, una playa tranquila. No cuenta con muchos centros de diversión, aunque es perfecta para pasar unos días de tranquilidad lejos  de la ciudad; tiene excelentes lugares de comida en el recién regenerado malecón. Pocos kilómetros al norte se puede apreciar el paisaje de la hermosa costa azul ecuatoriana, las playas de esta parte son más profundas por lo cual no son visitados por turistas. Siguiendo el recorrido, se encuentran Capaes, Punta Barandúa y Punta Blanca, que han crecido en los últimos años como buenos centros turísticos. 
En el "km 695" se localiza Ayangue, un pequeño pueblo de pescadores donde se puede practicar la pesca deportiva y el buceo. Siguiendo el carretero, en el km 692 se encuentra Valdivia, un pueblo en el cual se puede obtener información arqueológica y que también cuenta con un acuario.

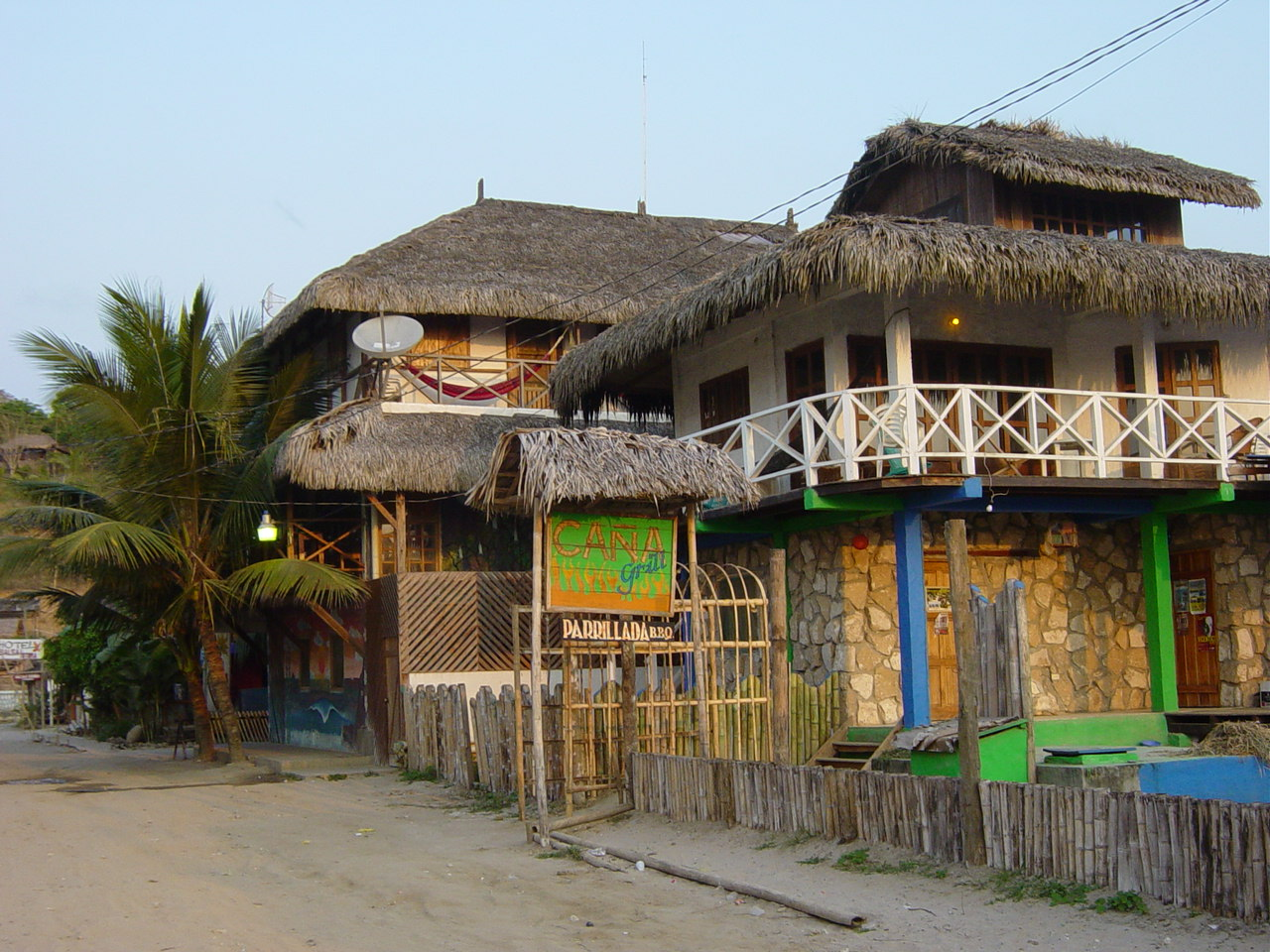
Hoteles en Montañita.

Pasando Manglaralto, en el km 677 nos encontramos con Montañita, una de las playas con mayor turismo del país. Sus olas perfectas atraen a turistas de todo el mundo. Es el mejor lugar de la costa ecuatoriana para practicar el surf. En Montañita la fiesta nunca para, es un pueblo para festejar desde la llegada hasta la ida. Tres km al norte de Montañita, está el pueblo de Olón; allí existe un santuario a la Virgen que derramó lágrimas.
Pasando el pueblo de La Entrada, comenzamos a subir por las lomas de Chongón - Colonche. En esta parte de la ruta se pueden apreciar aves, en una combinación de montaña con costa.
A partir de Ayampe en el km.651 terminamos el recorrido en la provincia de Santa Elena, ubicándonos en Manabí. En Puerto Rico, Alándaluz o Piqueros se puede degustar delicias de la región, disfrutar de las playas o inclusive acampar. 
En el km 639 está el pueblo de Salango, cuyo principal atractivo es la isla del mismo nombre: un sitio que no deben  evitar los amantes del buceo. 
En el km 632 se encuentra Puerto López, una playa excelente donde se puede degustar de la gastronomía de la costa ecuatoriana. A pocos minutos se encuentra la playa de Los Frailes, donde los visitantes deben pagar entrada y registrarse. Llega un punto en el que no se puede ingresar en automóvil y se debe continuar a pie. Los Frailes es una playa sin restaurantes ni hoteles, debido a que pertenece al Parque nacional Machalilla.

## Localidades de la Ruta
- Ayangue
- Bahía de Caráquez
- Ballenita
- Capaes
- Canoa
- Capay
- Chulluype
- La Herradura
- La Libertad
- Las Nuñez
- Manta
- Manglaralto
- Montañita
- Monteverde
- Olón
- Palmar
- Pacoa
- Punta Barandúa
- Punta Blanca
- Crucita
- Salinas
- Santa Elena
- Los Frailes
- San Pablo
- Puerto López
- Agua Blanca
- Valdivia

Estas son las playas de la Ruta del Sol por provincia:
Santa Elena:
- Chanduy
- Ancón
- Anconcito
- La Diablica
- Punta Carnero
- Mar Bravo
- Salinas
- Santa Elena
- La Libertad
- Ballenita
- Capaes
- Punta Blanca
- San Pablo
- Monteverde
- Palmar
- Playa Rosada
- Ayangue
- San Pedro
- Libertador Bolívar
- Río Chico
- Manglaralto
- Montañita
- Olón
- Curía
- San José
- Las Núñez
- La Entrada
- La Rinconada

Manabí:
- Ayampe
- Las Tunas
- Puerto Rico
- Isla Salango
- Salango
- Puerto López
- Los Frailes
- Machalilla
- Puerto Cayo
- Pile
- San Lorenzo
- Liguiqui
- Santa Marianita
- San Mateo
- Piedra Larga
- Barbasquillo
- Manta
- Crucita
- San Jacinto
- San Clemente
- Bahía de Caráquez
- San Vicente
- Canoa
- Briceño
- Jama
- Perdernales
- Cojimíes